# Friedensau
Friedensau ist eine Ortschaft und ein Ortsteil von Möckern im Landkreis Jerichower Land in Sachsen-Anhalt.

## Geografie
Friedensau liegt im Landkreis Jerichower Land im Bereich des Burg-Ziesarer Vorflämings, umgeben von Waldgebieten am Flüsschen Ihle, zirka 30 Kilometer östlich der Landeshauptstadt Magdeburg.

### Verkehr
Friedensau ist über Verbindungsstraßen mit der Kernstadt Möckern (8 km) und der Kreisstadt Burg (10,5 km) verbunden. Ein paar Kilometer nördlich von Friedensau verläuft die Bundesautobahn 2, mit der Friedensau entweder über die Anschlussstelle Burg-Ost oder Theeßen zu erreichen ist.
In Möckern befindet sich ein Haltepunkt (ehem. Bahnhof) an der Bahnstrecke Biederitz–Altengrabow, die weiter nach Magdeburg führt.

## Geschichte
Auf dem Gelände der heutigen Ortschaft Friedensau befand sich ursprünglich eine kleine Siedlung namens mollendinum in wusten mit einem Mühlenanwesen. 1306 gingen beide in den Besitz des Bischofs von Brandenburg über. Später gab es an dieser Stelle nur noch eine Mühle, „Klappermühle“ genannt.
1899 fassten die Mitglieder der Deutschen Vereinigung der Siebenten-Tags-Adventisten den Entschluss, eine Missionsschule und ein Sanatorium zu gründen. Sie erwarben die einsam gelegene Klappermühle mit dem damals ca. 34 ha großen Grundstück am 14. September 1899 für ungefähr 50.000 Goldmark und begannen gleich nach der Eröffnungsfeier am 18. November mit dem Unterricht. Noch im selben Jahr beantragte man die Namensänderung in „Friedensau“. Die Bildungseinrichtung wurde 1990 als Theologische Hochschule Friedensau staatlich anerkannt.
Friedensau wurde 1920 eine eigenständige politische Gemeinde. Mit einer Gebietsreform, die am 1. Januar 2002 in Kraft trat, verlor Friedensau die Selbständigkeit und wurde Ortsteil der Stadt Möckern.

## Politik
Ortsbürgermeister ist Rüdiger Schröter.
Die Einwohner Friedensaus werden durch einen Ortschaftsrat vertreten. Nach den Kommunalwahlen in Sachsen-Anhalt 2024 setzt sich der Ortschaftsrat zusammen:
- Freie Wählergemeinschaft Friedensau 04: 7 Sitze (100 %)

Weitere Listen/Einzelbewerber traten nicht zur Wahl an.
Die Wahlbeteiligung der 291 Wahlberechtigten lag bei 47 %.

### Wappen
Blasonierung: „In Silber auf einer vierbogenförmigen roten Gloriole das silberne Christusmonogramm ΧΡ begleitet von Alpha und Omega.“
Friedensau führte bis 1996 kein offiziell genehmigtes Wappen im Sinne eines kommunalen Hoheitszeichen; es gibt aber ein Logo der Theologischen Hochschule, das in vereinfachter Form in das Wappen aufgenommen wurde. Das Logo entstammt der Kapelle im Otto-Lüpke-Haus, dem Hauptgebäude der Theologischen Hochschule, das als Wahrzeichen Friedensaus gilt. Sie zeigt aus farbigem Glas das in einer Gloriole befindliche Christusmonogramm zwischen den griechischen Buchstaben Alpha und Omega.
Alpha und Omega sind der erste und der letzte Buchstabe im griechischen Alphabet. Sie stehen als Selbstbezeichnung sowohl Gottvaters als auch Christi im Sinne von „der Erste und der Letzte“. In der altchristlichen Kunst und Epigraphik waren Alpha und Omega vornehmlich als Symbol Christi verbreitet – meist in Verbindung mit dem Christusmonogramm. Dieses ist ebenfalls ein Buchstabensymbol, bestehend aus den griechischen Buchstaben Chi und Rho für Jesus Christus. Ab Ende des 4. Jahrhunderts wurde das Christussymbol in Verbindung mit Alpha und Omega dargestellt.
Die Verzierungen der Rosette im Logo der Theologischen Hochschule wurden im Wappen weggelassen. Die Gloriole wurde unter Beachtung der tingistischen Grundregeln und in Anlehnung an ihre tatsächliche Farbgebung in der Kapelle im Otto-Lüpke-Haus in Rot gefasst. Die Gestaltung des Wappens und seine Einbringung ins Genehmigungsverfahren realisierte der Heraldiker Jörg Mantzsch.

### Flagge
Die Flagge ist rot-weiß (1:1) gestreift mit dem aufgelegten Wappen.

## Einrichtungen

### Theologische Hochschule Friedensau

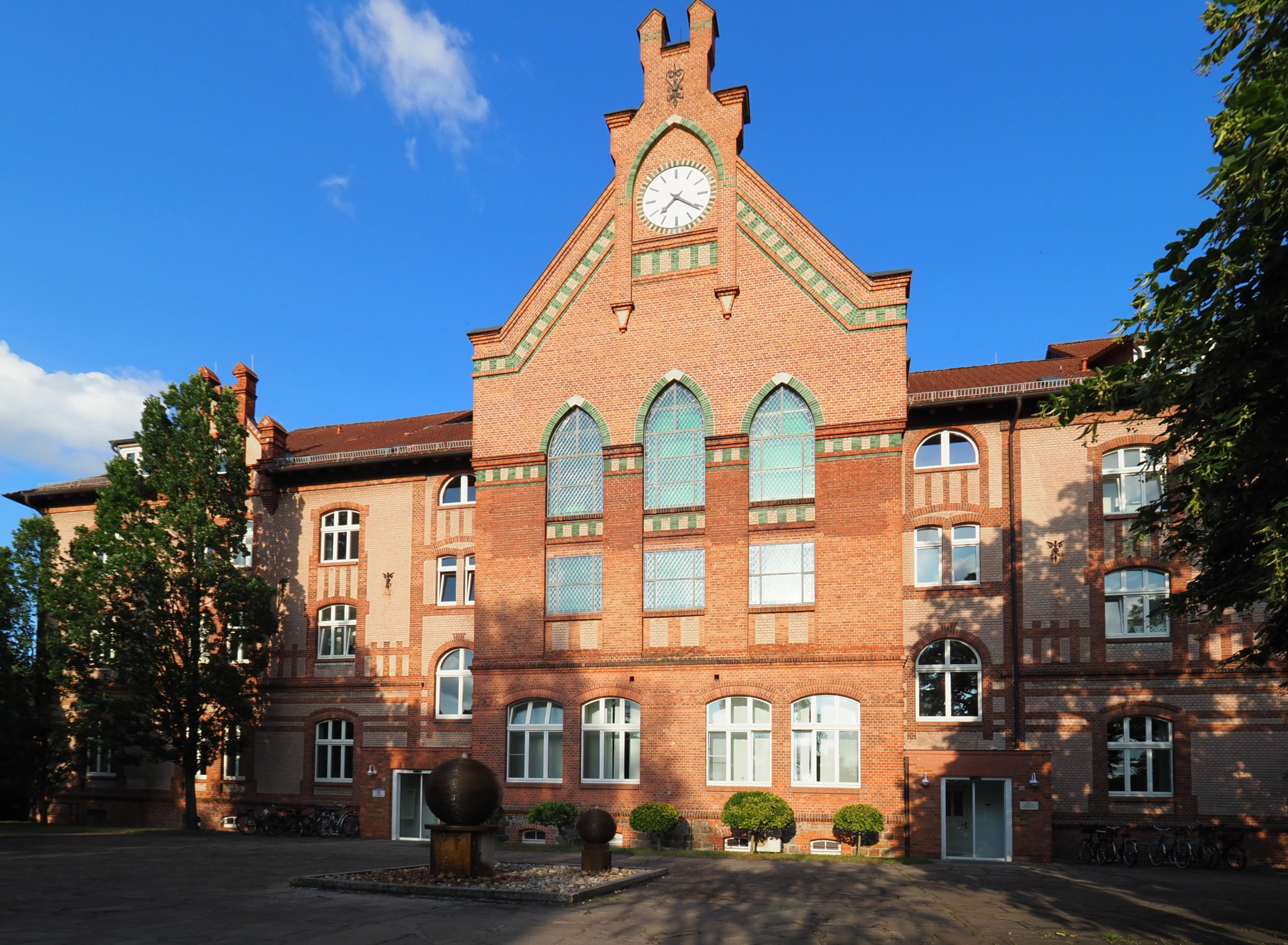
Otto-Lüpke-Haus, Rektoratsgebäude der Theologischen Hochschule Friedensau

Friedensau ist der Standort der Theologischen Hochschule Friedensau, deren Träger die Freikirche der Siebenten-Tags-Adventisten ist. Durch die Freikirche wurde Friedensau eigens für die theologische und sozialdiakonische Ausbildung gegründet und aufgebaut. Bis heute ist Friedensau eng mit den Siebenten-Tags-Adventisten verbunden; der Ort ist durch die Hochschule und ihre Einrichtungen geprägt. Der ausgedehnte Campus durchzieht weite Teile des Ortes; 30 der 48 Gebäude im Ort gehören zur Hochschule. Das kulturelle und geistige Leben wird weitgehend durch die Hochschule bestimmt.
Zu den Einrichtungen, die nicht zur Hochschule gehören, zählen das Seniorenheim in Trägerschaft des Advent-Wohlfahrtswerks mit 122 Plätzen, ein Pfadfinder-Zeltplatz (siehe unten), ein Agrartechnik-Freilichtmuseum, ein historischer Friedhof und ein Park der biblischen Pflanzen. Die Nahversorgung wird durch das Ladencafé zur alten Feuerwehr mit integrierter Post-Agentur sichergestellt.

### Pfadfinder-Zeltplatz

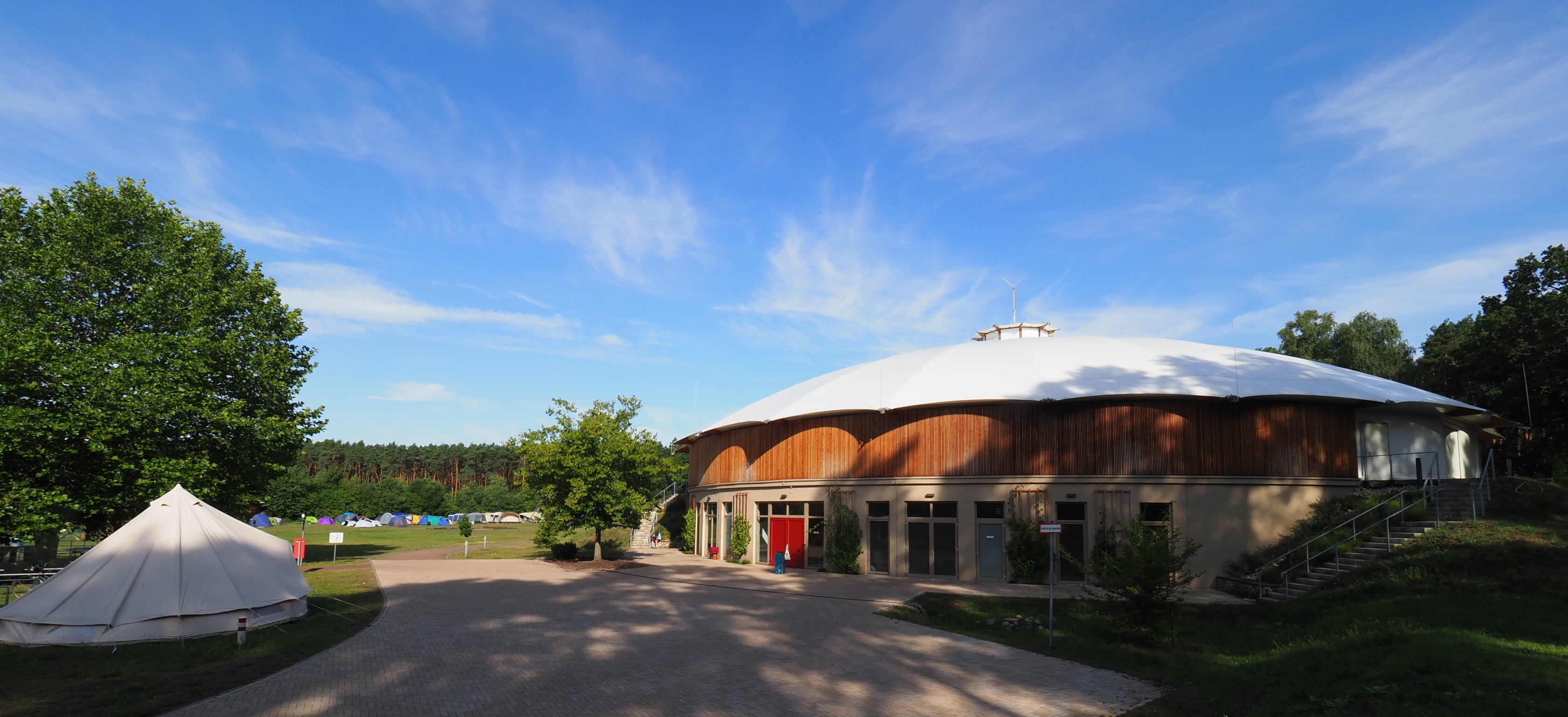
Veranstaltungs-Arena beim Pfadfinder-Zeltplatz

Das Kinder- und Jugendzentrum Friedensau unterhält einen Pfadfinder-Zeltplatz und den größten Hochseilgarten des Landes Sachsen-Anhalt. Auf dem Gelände befinden sich neben dem Zeltplatz unter anderem ein Ökohaus, eine Gruppe Blockhäuser und ein Veranstaltungsplatz mit Platz für ca. 1400 Personen, der in den Sommermonaten von einem Zirkuszelt überdacht ist.
Seit 2019 ist dieser Veranstaltungsplatz als "Arena 2.0" fest überdacht und kann so ganzjährig für Veranstaltungen genutzt werden.
Über das Osterwochenende (Gründonnerstag bis Ostermontag) findet jährlich das Osterlager Friedensau (kurz: OLaF) der Adventjugend auf dem Zeltplatz statt. Bei dieser Veranstaltung kommen Jahr für Jahr zahlreiche Pfadfindergruppen aus ganz Deutschland nach Friedensau. Auch zum HiLa (Himmelfahrtslager) ist der Zeltplatz jährlich gut von Pfadfindern besucht.

## Namensgebung

### Friedensauer Schwesternschaft
In Verbindung mit der Einrichtung eines Sanatoriums im Ort, ab ca. 1900 unter Dr. Erich Meyer, entstand die Friedensauer Schwesternschaft. Diese siedelte sich ab 1922 am Krankenhaus Waldfriede (Berlin) an, der Name Friedensauer Schwesternschaft blieb jedoch bis heute bestehen.

## Persönlichkeiten

### Personen mit Bezug zum Ort
- Emmy C. Behn (1872–1948), deutsch-amerikanische Gynäkologin, Lehrerin und Publizistin

- Marlis Gräfin vom Hagen (1911–2007), ehem. M.D.B., lebte zuletzt in Möckern-Friedensau
- Dieter Leutert (* 1929), deutscher Kirchengeschichtler, Hochschullehrer, lebte ca. 40 Jahre in Möckern-Friedensau
- Wolfgang Kabus (* 1936), deutscher Kirchenmusiker, Hymnologe, Hochschullehrer, lebte ca. 40 Jahre in Möckern-Friedensau